# Armored Core: Nine Breaker
Armored Core: Nine Breaker est un jeu vidéo d'action sorti en 2006 sur PlayStation 2. Le jeu a été développé par FromSoftware puis édité par 505 GameStreet.

## Accueil
- Famitsu : 29/40[1]